# Fighter Mafia
«Винищувальна мафія»(англ. Fighter Mafia) — група офіцерів військово-повітряних сил США та аналітиків цивільної оборони, які в 1960-х і 1970-х роках виступали за критерії конструкції винищувачів, які були протилежними критеріям конструкторських комісій того часу, а також за використання Джона Бойда і Томаса П. Крісті при проектуванні літаків-винищувачів. Мафія вплинула на специфікації програми F-X і самостійно розробила специфікації для програми Lightweight Fighter. Член мафії Гаррі Хіллакер розробив прототип винищувача YF-16, який виграв конкурс, та потім перетворився на багатоцільовий винищувач-бомбардувальник F-16 Fighting Falcon. Псевдонім групи, професійний жарт, придуманий Еверестом Річчонi, військовослужбовцем ВВС італійського походження, був реплікою на «Бомбардувальна мафія».

## Історія
У 1960-х роках і ВПС США, і ВМС США купували великі важкі винищувачі, призначені в основному для прориву систем ППО та повітряного бою лише ракетами класу «повітря-повітря». Проект «Прогноз» — 1963 року визначити майбутні тенденції озброєння, стверджувала, що засоби протиповітряної оборони повинні бути здатні знищувати літаки на великих відстанях за допомогою передових систем зброї. Військово-повітряні сили вважали, що ці потреби будуть задоволені протягом наступних двадцяти років ракетними варіантами F-111 Aardvark і F-4 Phantom II без гармати.
Бойові дії під час війни у В'єтнамі показали, що вся концепція «ракетника» не була готова до реальних бойових умов. Обмежувальні правила ведення бойових дій, обмеження в комунікаціях, ненадійні ракети та низка інших проблем призвели до того, що повітряні бої перетворювалися на маневрені бої на близькій відстані набагато частіше, ніж передбачали тактики повітряного бою США. Незважаючи на величезну технічну перевагу на папері та кілька дуже успішних ракет за межами видимої дальності, виявилось, що F-4 що б'ються впритул із МіГ-21 програвали бій частіше, ніж очікувалося.
Робота Бойда з моделюванням теорії енергії та маневреності, що дозволяє кількісно порівнювати характеристики літаків з точки зору маневрування в повітряному бою в контексті повітряних боїв, показала, що F-111 погано підходить для ролі винищувача. Пропозиція Air Force F-X була тихо переписана, щоб відобразити його висновки, вилучивши з конструкції важке крило змінної стрілоподібності, знизивши загальну вагу з 27,000+ кілограмів до близько 18,000 кілограмів, і зменшивши максимальну швидкість з 2,7 Маха до 2,3–2,5.
Результатом став F-15 Eagle, літак, який значно перевершував у маневреності варіанти винищувача F-111. Військово-повітряні сили також вивчали легкий денний винищувач. Починаючи з 1965 року, військово-повітряні сили проводили низькопріоритетне дослідження вдосконаленого денного винищувача вагою 1 тони. Після того, як у 1967 році дізналися про МіГ-25, програму припинили, щоб терміново зосередити роботу на F-15. F-15, спочатку легший літак, збільшився в розмірах і вазі, намагаючись відповідати завищеним характеристикам МіГ-25. Хоча внесок Бойда в F-15 був значним, він відчував, що це все ще компроміс.
Бойд, аналітики з питань оборони Том Крісті та Чак Майерс, льотчик-випробувач полковник Еверест Річчоні та авіаінженер Гаррі Гіллакер склали ядро «винищувальної мафії», яка наприкінці 1960-х працювала за лаштунками над створенням легкого винищувача як альтернативи F-15. Група твердо вірила, що ідеальний винищувач не повинен містити будь-які ракетні системи з радіолокаційним наведенням, активний радар або рудиментарні засоби наземного нападу, які знайшли свій шлях у F-15. Річчоні придумав це прізвисько, жартуючи про його італійську спадщину, яка сходить до «бомбардувальної мафії», теоретиків тактичної школи повітряного корпусу в 1930-х роках, чиї ідеї привели до переваги важких бомбардувальників.
У 1969 році під прикриттям того, що ВМС розробляє невеликий, високоефективний військово-морський літак, Річчоні виграв 149 000 доларів на фінансування «Дослідження для підтвердження інтеграції передової теорії енергетичної маневреності з аналізом компромісів». Ці гроші були розділені між компаніями Northrop і General Dynamics для створення втілення теорії Бойда — невеликого винищувача з низьким лобовим опором, малої ваги без бомбових стійок. Northrop отримав 100 000 доларів на проектування YF-17; General Dynamics, прагнучи відшкодувати свою поразку з F-111, отримала решту для розробки власного YF-16 Хіллакера. Влітку 1971 року заступник міністра оборони Девід Паккард оголосив про бюджет у розмірі 200 мільйонів доларів, який буде витрачено на прототипи.
Міністр оборони Мелвін Лейрд та його заступник Девід Паккард розпочали роботу в адміністрації Ніксона у 1969 році з метою реформування системи військових закупівель. Це завдання було викликане критичними звітами сенатора Вільяма Проксміра щодо високої вартості літаків F-15 та F-14. Паккард був зацікавлений у концепції створення прототипу зброї перед її масовим виробництвом, що було альтернативою до «Концепції закупівель повного комплекту» Макнамари, яка передбачала проведення аналізу та оцінки на папері. У бюджеті на 1972 фінансовий рік було виділено 12 мільйонів доларів на створення прототипів легких винищувачів. 6 січня 1971 року було оголошено запит на створення винищувача вагою близько в тонну для доповнення до F-15. У фінальному конкурсі ВПС США обрали YF-16 замість YF-17. F-16 став універсальним багатоцільовим винищувачем-бомбардувальником. Однак, літак YF-17, який програв конкурс, послужив основою для розробки та придбання авіаносного літака F/A-18 Hornet для ВМС США та Корпус морської піхоти США, які віддали перевагу двомоторному двигуну перед одномоторними винищувачами та ударними літаками.

## Наслідки діяльності
Діяльність «Винищувальної мафії» викликала значні суперечки, і їхній реальний внесок у розробку винищувачів США залишається предметом дебатів. F-15 став першим реактивним літаком ВПС США, розробленим з урахуванням маневреності завдяки теорії Бойда, вони стверджували, що ліхтар, наявний у F-15 і F-16, надає пілоту кращу видимість для виявлення інших літаків, уникнення несподіванок та покращення обізнаності про ситуацію в повітряному бою.
«Мафія» віддавала перевагу літакам, орієнтованим на повітряні бої, а не багатоцільовим винищувачам, для цього вони пропагували концепцію «Червоного птаха» — дизайну, що зменшував вагу літака шляхом усунення додаткового обладнання, такого як активний радар. Вони також хотіли знизити максимальну швидкість літака до 1,6 Маха, оскільки змінна геометрія повітрозабірника, необхідна для вищих швидкостей, збільшувала вагу літака. Зниження максимальної швидкості дозволило б літаку бути економічно вигіднішим, збільшити дальність і покращити маневреність, оскільки повітряний бій і так відбувається на дозвукових швидкостях.
Через розчарування від F-15, «легкий винищувач» мав стати тим літаком для здобуття переваги в повітрі. Вартість LWF була б ще меншою, ніж у концепції Red Bird. П'єр Спрей, цивільний член мафії, стверджував, що підкрастися до противника, залишаючись непоміченим, є найважливішим критерієм хорошого винищувача, а невеликі розміри Lightweight Fighter зробили б його менш помітним. Вища надзвукова крейсерська швидкість ускладнювала б ворогам підкрастися ззаду. Хоча загальноприйнята думка того часу надавала перевагу двомоторним літакам через їхню безпеку, F-16 кинув виклик цій точці зору завдяки одномоторній конструкції. Проте серійним F-16 бракувало суперкрейсерських можливостей, оскільки ВПС оснастили його багатофункціональним обладнанням, функціями повітря-земля та активним радаром. У той час як прототип YF-16 мав високу маневреність у повітряних боях, серійна версія була менш маневреною і гірше показувала себе в повітряних боях.

## Критика
Критики стверджують, що F-15 і F-16 досягли успіху завдяки тому, що відійшли від ідей «винищувальної мафії», демонструючи значний експортний успіх, оскільки були багатофункціональними літаками з ракетами з активним радіолокаційним наведенням.
Прихильники F-35 стверджують, що винищувачі четвертого покоління, такі як F-15 і F-16, погано себе проявлять в умовах «високої загрози», оскільки їм бракує технології стелс та інших передових особливостей винищувачів п'ятого покоління (наприклад, злиття сенсорних даних). Вони вважають, що критика F-35 з боку членів «винищувальної мафії» (та руху за реформу оборони) є необґрунтованою.
Групу також критикують за відсутність бойового досвіду та авіаційної експертизи. Лише Бойд мав короткий бойовий досвід (у Корейській війні) і не здобув жодних перемог як льотчик-винищувач. Річчоні не мав бойового досвіду до того, як його призначили до Пентагону. Спрей був охарактеризований як «дилетант з інженерною освітою, але без військового досвіду».